# Nationaal Vlasmuseum
Het Nationaal Vlasmuseum was een museum in de Belgische stad Kortrijk dat de evolutie van de teelt van vlas, alsook de bewerking en verwerking tot linnen weefsel uitbeeldde in 26 taferelen met levensechte personages, uitgerust met authentieke kledij en werktuigen. 
Het museum was gesitueerd in een oude vlassershoeve op Hoog Kortrijk, waar de bewerking van vlas traditioneel een belangrijke industrie is.

## Geschiedenis
De eerste ideeën voor het vlasmuseum dateren van de jaren zestig. Toen groeide bij Bert Dewilde het besef dat de eeuwenoude vlasnijverheid aan de basis lag van de algemene welvaart in de Leiestreek. Om de getuigenissen van dit belangrijk stuk sociaal-economisch verleden te redden, werd er in 1964 een vzw opgericht met als doel de oprichting van een Nationaal Vlasmuseum. Deze vereniging zette in op het redden en in een museum bijeenbrengen van alles wat betrekking heeft met de historische evolutie van de vlasnijverheid.
Aanvankelijk startte de vzw startte met een vlastentoonstelling in de linker Broeltoren. Deze blijvende tentoonstelling bestond voornamelijk uit foto's, enkele oude vlaswerktuigen en boeken, en was toen op de eerste plaats bedoeld voor onderwijsinstellingen uit de streek.
Doordat deze verzameling snel uitbreidde werd deze locatie van slechts 50 m² al snel te eng. Daarom werd in 1966 besloten om dit vlasmuseum onder te brengen in enkele huisjes van het Kortrijks Begijnhof. Doordat er nu echter ook grote werktuigen aan de collectie werden toegevoegd, moest men toch uitkijken naar een andere locatie.Uiteindelijk werd deze in 1971 gevonden op Hoog-Kortrijk. De Beeuwsaerthoeve, een typisch Zuid-West-Vlaamse hoeve, werd het nieuwe onderkomen voor de groeiende verzameling van het Vlasmuseum. Het duurde echter nog tot in 1978 om deze oude hoeve te restaureren en pas in 1981 werd de hoeve ingericht als museum en de woning als cafetaria.
In 1990 werd het museum bekroond met de Grote Europese Prijs voor het autocartoerisme op Mitcar in Parijs. De openstelling van het aanpalende Kant- en Linnenmuseum in 1998 lokte opnieuw belangstellenden naar de site van het museum.

## Sluiting
In 2000 werd het Nationaal Vlasmuseum overgedragen aan de stad Kortrijk. Die besloot het museum wegens tegenvallende bezoekersaantallen te sluiten. Onderdelen ervan werden in 2014 overgebracht naar een nieuw museum met de naam Texture. 